# 波爾克鎮區 (愛荷華州布雷默縣)
波爾克鎮區（英語：Polk Township）是位於美國愛荷華州布雷默縣的一個行政鎮區。

## 地方資料
根據2010年美國人口普查的數據，波爾克鎮區的面積為95.17平方千米，當中陸地面積為95.13平方千米，而水域面積為0.04平方千米。當地共有人口922人，而人口密度為每平方千米9.69人。